# Leichtathletik-Weltmeisterschaften 2009/Teilnehmer (Rumänien)
| Gelbes Symbol für Goldmedaillen mit stilisierten Olympischen Ringen | Graues Symbol für Silbermedaillen mit stilisierten Olympischen Ringen | Braundes Symbol für Bronzemedaillen mit stilisierten Olympischen Ringen |
| ------------------------------------------------------------------- | --------------------------------------------------------------------- | ----------------------------------------------------------------------- |
| —                                                                   | —                                                                     | 1                                                                       |

Der rumänische Leichtathletik-Verband stellte 17 Athleten bei den Leichtathletik-Weltmeisterschaften 2009 in Berlin.

## Ergebnisse

### Frauen

#### Laufdisziplinen
| Athletin          | Disziplin        | Vorlauf        | Vorlauf | Halbfinale    | Halbfinale    | Finale        | Finale        |
| Athletin          | Disziplin        | Zeit           | Platz   | Zeit          | Platz         | Zeit          | Platz         |
| ----------------- | ---------------- | -------------- | ------- | ------------- | ------------- | ------------- | ------------- |
| Andreea Ogrăzeanu | 200 m            | 23,42 s        | 27      | ausgeschieden | ausgeschieden | ausgeschieden | ausgeschieden |
| Mirela Lavric     | 800 m            | 2:04,49 min    | 26      | ausgeschieden | ausgeschieden | ausgeschieden | ausgeschieden |
| Angela Moroșanu   | 400 m Hürden     | 54,70 s        | 2       | 54,15 s       | 3             | 55,04 s       | 8             |
| Ancuța Bobocel    | 3000 m Hindernis | 9:34,39 min SB | 17      |               |               | ausgeschieden | ausgeschieden |
| Cristina Casandra | 3000 m Hindernis | 9:49,88 min    | 33      |               |               | ausgeschieden | ausgeschieden |
| Nuța Olaru        | Marathon         |                |         |               |               | 3:00:59 h     | 59            |
| Lidia Șimon       | Marathon         |                |         |               |               | 2:32:03 h     | 21            |
| Luminița Talpoș   | Marathon         |                |         |               |               | DNS           | DNS           |
| Anamaria Greceanu | 20 km Gehen      |                |         |               |               | 1:43:35 h     | 34            |
| Ana Maria Groza   | 20 km Gehen      |                |         |               |               | 1:35:19 h     | 16            |
| Claudia Ștef      | 20 km Gehen      |                |         |               |               | 1:36:09 h     | 23            |

#### Sprung/Wurf
| Athletin       | Disziplin   | Qualifikation | Qualifikation | Finale        | Finale        |
| Athletin       | Disziplin   | Weite/Höhe    | Platz         | Weite/Höhe    | Platz         |
| -------------- | ----------- | ------------- | ------------- | ------------- | ------------- |
| Cristina Bujin | Dreisprung  | 14,29 m       | 7             | 14,26 m       | 7             |
| Anca Heltne    | Kugelstoßen | 17,92 m       | 15            | ausgeschieden | ausgeschieden |
| Nicoleta Grasu | Diskuswurf  | 61,78 m       | 8             | 65,20 m SB    | Bronze        |
| Bianca Perie   | Hammerwurf  | 68,47 m       | 19            | ausgeschieden | ausgeschieden |
| Maria Negoiță  | Speerwurf   | 59,46 m       | 12            | 57,65 m       | 10            |
| Monica Stoian  | Speerwurf   | 60,29 m       | 8             | 64,51 m PB    | 4             |